# Глимбоака
Глимбоака (рум. Glâmboaca) — село у повіті Сібіу в Румунії. Адміністративно підпорядковане місту Авріг.
Село розташоване на відстані 196 км на північний захід від Бухареста, 24 км на схід від Сібіу, 129 км на південний схід від Клуж-Напоки, 90 км на захід від Брашова.

## Населення
За даними перепису населення 2002 року у селі проживали 245 осіб, з них 244 особи (99,6%) румунів. Рідною мовою 244 особи (99,6%) назвали румунську.